# Éric Wantiez
Éric Wantiez est un scénariste de bande dessinée, éditeur et écrivain français né le 14 janvier 1959 à Mazingarbe (Pas-de-Calais).

## Biographie
Éric Wantiez naît en 1959 à Mazingarbe dans le Pas-de-Calais. Autodidacte, il écrit des scénarios et des dialogues pour le jeu vidéo et des séries télé. Il a également exercé le métier de maçon. Avec sa conjointe Marie Deschamps, il quitte Paris pour s'installer à Angoulême et devient membre de l'atelier du Marquis. Il écrit son premier livre, Pierre et Lou, publié en 2009 : il s'agit aussi du premier ouvrage en commun entre les deux conjoints. Le couple signe plusieurs autres livres au fil des ans, y compris chez les éditions angoumoisines Scutella, où paraît en 2010 Nino, « jeune funambule » qui noue une idylle avec une jeune fille. Wantiez écrit entre autres des ouvrages jeunesse.
Wantiez fait partie des fondateurs, en 2010, de la maison d'édition associative Comme une orange,, dont les premières publications sont les récits jeunesse Anatole ou la joie de vivre, une création du couple Wantiez-Deschamps, puis Bestiaires, « recueil de douze poésies illustrées par autant d'artistes ». Cette structure, au sein de Magelis, se lance via une souscription pour Anatole. En parallèle, pour les éditions Scutella, le couple livre Pierre et Lou, un conte sur deux enfants timides.
En 2012, Wantiez scénarise Histoire(s) d’Angoulême, six narrations dessinées par six artistes, ouvrage paru aux éditions Bamakobama. Un autre album, cette fois sur la ville de Cognac, paraît trois mois plus tard,. Dans le même temps, avec Marie Deschamps, il signe Un secret, l'histoire d'« un secret offert par un grand-père à son petit-fils ».
La série sur les Histoire(s) d’Angoulême connaît un deuxième volume en 2014. La même année, Wantiez ouvre son blog pour présenter son métier d'écrivain et scénariste et il y évoque les difficultés des auteurs.
Wantiez et Deschamps signent en 2015 Le Printemps d’Oan, un road movie sur une petite fille qui, dans la Somme en pleine Première Guerre mondiale, rencontre le poilu Oan,. La même année, sur commande des Espagnols de Charente, de l'Association juive d'Angoulême et de la Charente et de l'Association des gens du voyage, l'atelier du Marquis livre un ouvrage collectif contenant cinq histoires sur l'histoire charentaise sous l'Occupation : Les Années noires, Angoulême 1940-1944 éditées par Le Troisième Homme et scénarisées par Éric Wantiez,,.
En 2016, la Cité internationale de la bande dessinée et de l'image présente les travaux de Wantiez et Deschamps. En 2017, les œuvres des artistes sont adaptées dans un volumen au format numérique par Studio Laboréal. En 2017, Wantiez signe Conte de la nuit noire dessiné par Geoffrey Grimal.
En 2020, Wantiez et Deschamps proposent l'interprétation graphique de La Chèvre de monsieur Seguin, d'abord sur les réseaux sociaux puis comme projet d'album.

## Œuvres

### Bande dessinée
Sauf mention contraire, Éric Wantiez est scénariste des ouvrages.
- Pierre et Lou, dessin de Marie Deschamps, Scutella Éditions, 2009  (ISBN 9782918111054)
- Nino, dessin de Marie Deschamps, Scutella Éditions, 2010  (ISBN 978-2-918111-07-8)
- Un secret, dessin de Marie Deschamps, Comme une Orange, 2012  (ISBN 978-2-919703-05-0)
- Histoire(s) d'Angoulême, dessin collectif, Le Troisième Homme, 2012
- Histoire(s) d'Angoulême, tome 2, dessin collectif, Le Troisième Homme, 2013
- Histoire(s) de Cognac, dessin collectif, Le Troisième Homme, 2013
- Les années noires - Angoulême 1940 - 1944, dessin collectif, Le Troisième Homme, 2015
- Le printemps d'Oan, dessin de Marie Deschamps, Comme une Orange, 2015  (ISBN 978-2-919703-19-7)
- Conte de la nuit noire, dessin de Geoffrey Grimal, Comme une orange, 2017  (ISBN 978-2-919703-24-1)
- Pout et Pout, dessin de Julie Gore, Éditions Lapin, 2019  (ISBN 978-2-377-54035-8)
- Sur les terres d'Angoulême, dessin collectif, Le Troisième Homme, 2021

### Autres
- Anatole ou la joie de vivre[22], dessin de Marie Deschamps et Angus, Comme une Orange, 4 tomes : Les bulles, Le voisin, Le tableau, La pluie, 2010-2011
- L'Animal Montagne, dessin de Marie Deschamps, Scutella Éditions, 2011  (ISBN 978-2-918111-19-1) ; réedition 2019  (ISBN 9782919703302)
- Bestiaire, 12 poésies ; illustrations : Guilhem, Laurent Bourlaud, Catherine Ferrier, Cédric Fortier, Marie Deschamps, Mazan, Angus, Turf, Isabelle Dethan, Jean-Luc Loyer, Taumah, Serge Élissalde, Comme une Orange, 2012  (ISBN 978-2-919703-04-3)
- Les Contes gourmands de Petit Jean, illustration de Charlie Pop, Scutella Éditions, 2013  (ISBN 9782918111207)
- L'enfant sur la digue[23], avec Serge Élissalde, Comme une orange, 2013  (ISBN 9782919703074)
- Tatsu, le dragon de la pluie, illustration de Mazan, Scutella Éditions, 2013  (ISBN 978-2-918111-06-1)
- Le circuit des remparts, bd et photographies, collectif, Le Troisième Homme, 2014
- Les animaux sont des gens comme les autres, dessin de Geoffrey Grimal, Comme une orange, 2016  (ISBN 978-2-919703-23-4)
- Rouge-Feuille, avec Juliette Parachini-Deny, Éditions Cépages, 2016  (ISBN 9791093266114)
- Le voyage de Petite Poussière, avec Audrey Potrat et Geoffrey Grimal, Comme une orange, 2019  (ISBN 9782919703296)
- L'enfant bleue, avec Geoffrey Grimal, Comme une Orange, 2021  (ISBN 9782919703333)
- Le jour de l'éclipse, avec Claire Godard, Comme une orange, 2023  (ISBN 9782919703395)
- L'ombre du dragon, avec Claire Godard, Comme une orange, 2024  (ISBN 9782919703425)

### Film
- Scénario du long-métrage d'animation Onze de Gazato films[3].
- Scénario du court-métrage Le poisson rouge, réalisé par Marie Deschamps.